# Дигидроортофосфат бериллия
Дигидроортофосфа́т бери́ллия — неорганическое соединение, кислая соль металла бериллия и ортофосфорной кислоты с формулой Be(H2PO4)2, бесцветные гигроскопичные кристаллы, растворимые в воде, образует кристаллогидрат.

## Получение
- Растворение в ортофосфорной кислоте гидроксида или оксида бериллия:

{\displaystyle {\mathsf {Be(OH)_{2}+2H_{3}PO_{4}\ {\xrightarrow {}}\ Be(H_{2}PO_{4})_{2}+2H_{2}O}}}
{\displaystyle {\mathsf {BeO+2H_{3}PO_{4}\ {\xrightarrow {}}\ Be(H_{2}PO_{4})_{2}+H_{2}O}}}
- Растворение среднего фосфат бериллия в ортофосфорной кислоте:

{\displaystyle {\mathsf {Be_{3}(PO_{4})_{2}+4H_{3}PO_{4}\ {\xrightarrow {}}\ 3Be(H_{2}PO_{4})_{2}}}}

## Физические свойства
Дигидроортофосфат бериллия образует бесцветные кристаллы.
При выпаривании при 60 °C водного раствора образуется кристаллогидрат состава Be(H2PO4)2·2H2O.